# Otto Ungar
Otto Ungar (geboren 27. November 1901 in Brünn, Österreich-Ungarn; gestorben 25. Juli 1945 in Blankenhain, Thüringen) war ein tschechoslowakischer Maler.

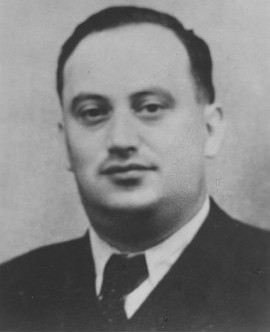

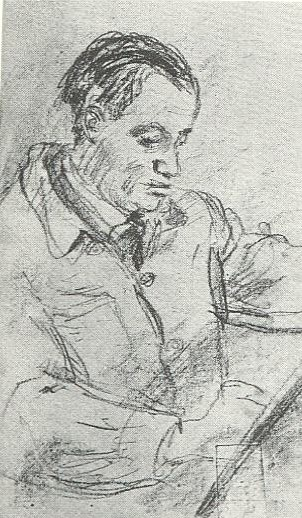
Petr Kien: Otto Ungar im Ghetto Theresienstadt

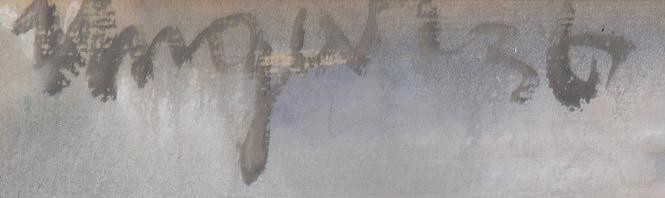
Signatur

## Leben
Otto Ungar studierte zwischen 1921 und 1926 bei Franz Thiele an der Prager Akademie der Künste. Ab 1927 war er am jüdischen Realgymnasium in Brünn als Gymnasialprofessor für Zeichnen und Geometrie tätig. Er heiratete die Verkäuferin Elfriede Zwicker, sie hatten die Tochter Margarete.  
Ungar malte farbige Gouachen, Aquarelle und Pastelle von Landschaften aus der Umgebung von Brünn. 
Am 28. Januar 1942 wurden er und seine Familie in das Ghetto Theresienstadt deportiert. Ihm ermöglichte man dort, fast ausschließlich seiner Kunst zu leben. Offiziell arbeitete er im Zeichensaal der technischen Kanzlei des Judenältesten; er beteiligte sich an Widerstandsinitiativen der Häftlinge. 
Am 17. Juli 1944 wurde er zusammen mit weiteren Künstlern wegen „Greuelpropaganda“ in der Kleinen Festung eingekerkert, auch seine Frau und seine Tochter kamen dort in verschärfte Haft. Die Deutschen verstümmelten ihm die rechte Hand, damit er nie mehr malen könne. Er wurde im Oktober 1944 mit der Familie in das KZ Auschwitz verlegt. Nach dessen Auflösung kamen sie im Januar 1945 mit einem Todesmarsch in das KZ Buchenwald. Nach der Befreiung wurde er im Sanatorium Blankenhain behandelt, starb aber an den Folgen der Haft. Er wurde auf dem jüdischen Friedhof in Brünn beerdigt.

Bildauswahl
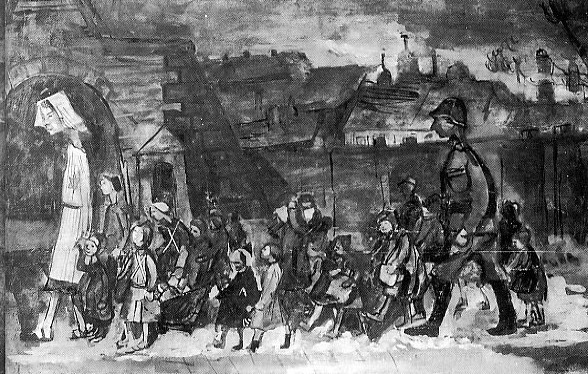
Kinder aus Białystok kommen 1943 in Theresienstadt an
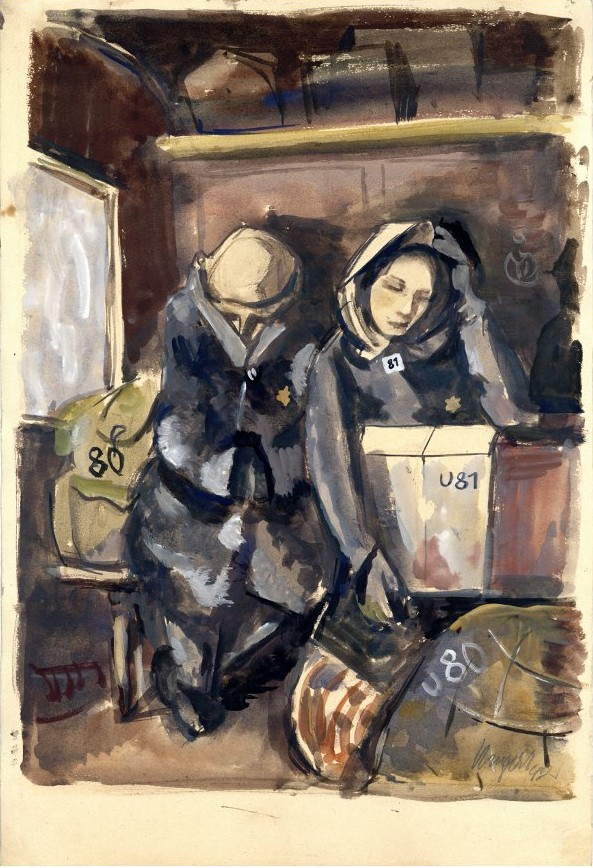
Zugabteil
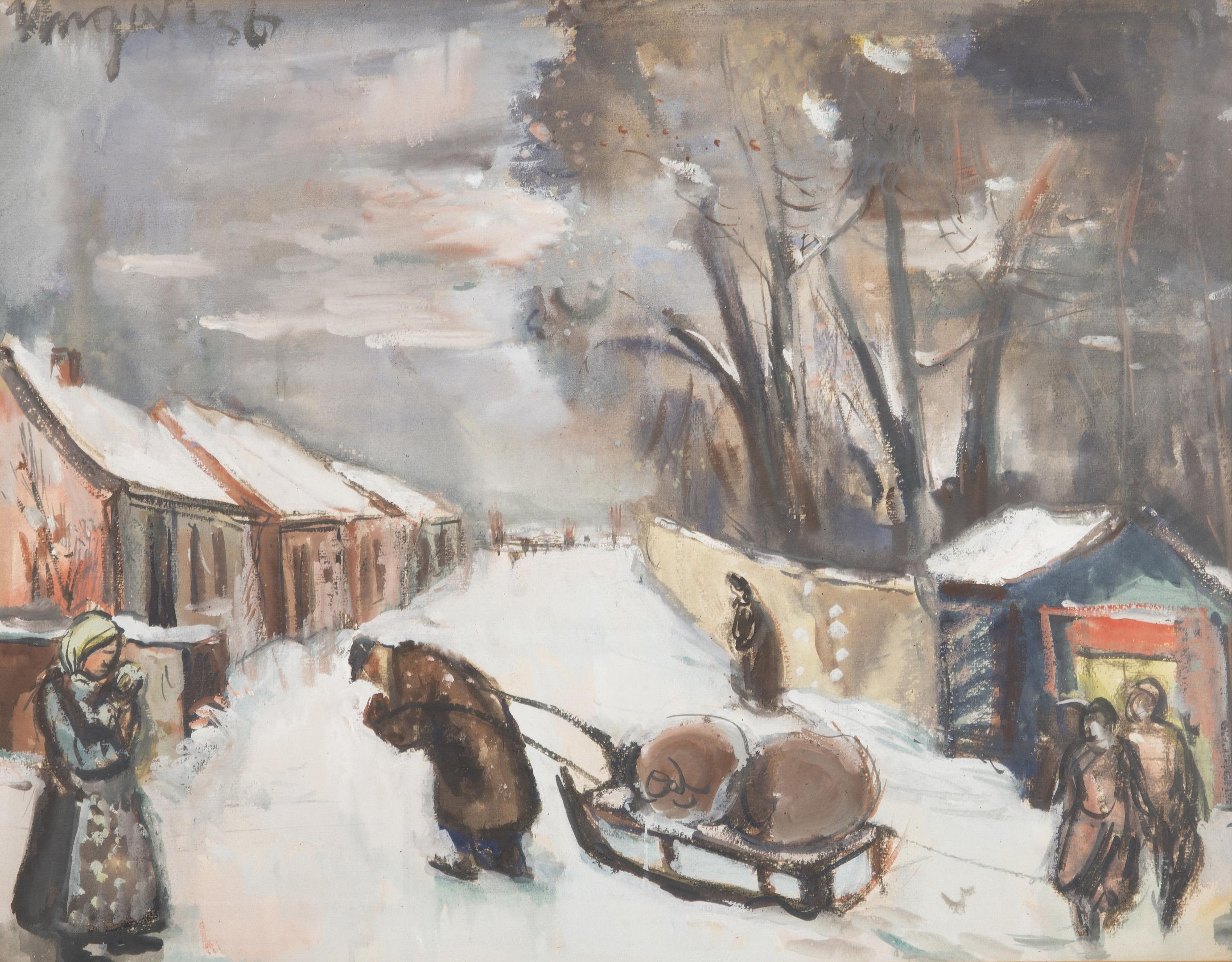
Winter
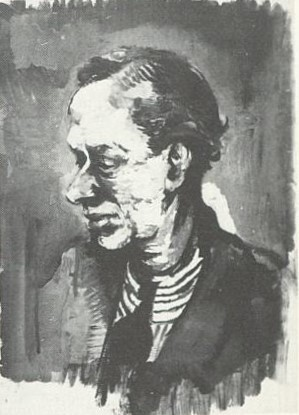
Hans Krása im Ghetto Theresienstadt
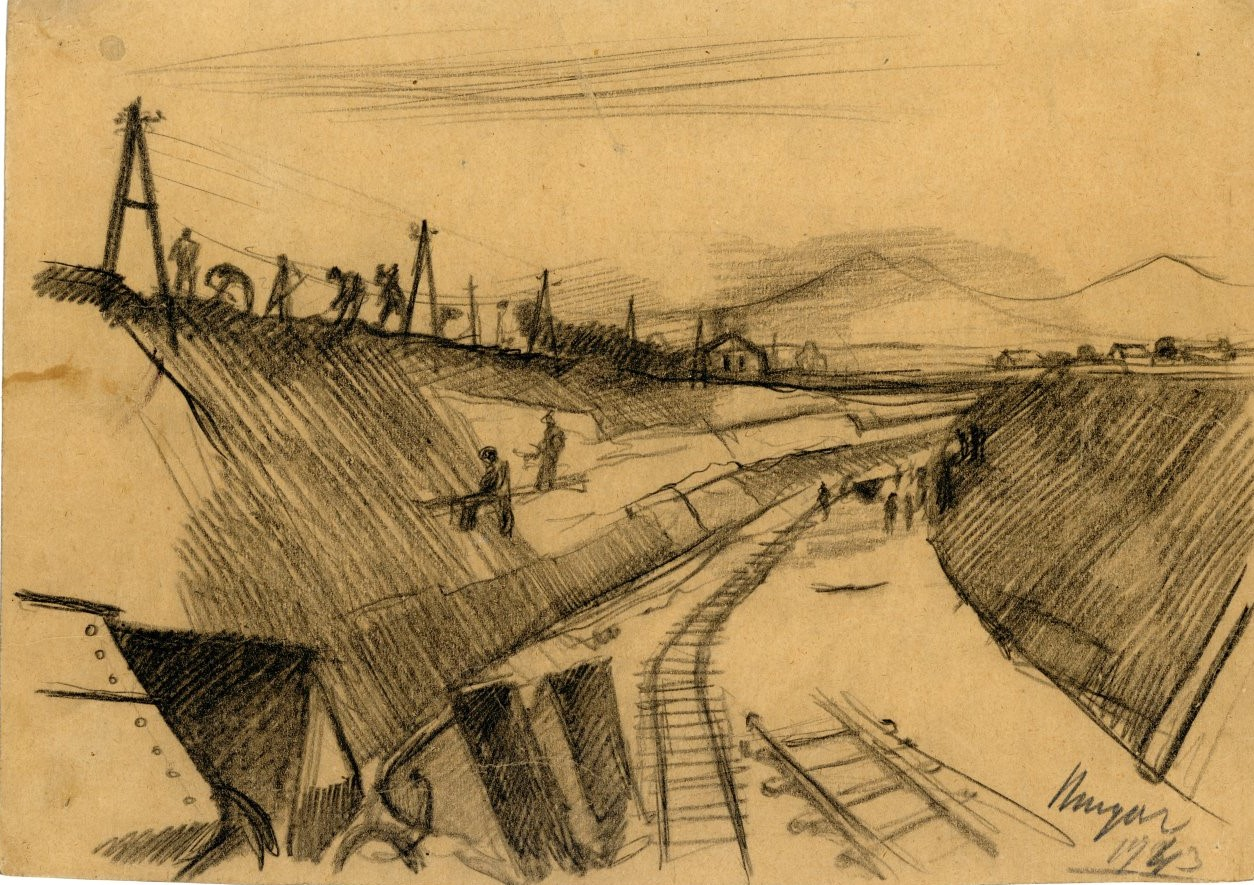
Häftlinge beim Eisenbahnbau